# Pulau Batik
Pulau Batik ist eine zu Malaysia gehörende Insel in der zur Celebessee offenen Darvel Bay. Die dicht bewaldete Insel liegt etwa 11 Kilometer östlich von Kunak. Die unregelmäßig geformte Insel erstreckt sich in Ost-West-Richtung etwa 3,5 Kilometer und in Nord-Süd-Richtung etwa 2 Kilometer. Von der Küste steigt die Insel allseitig an und erreicht eine Höhe von bis zu 245 m. Die Insel ist im Süden durch eine schmale Meerenge von der Insel Pulau Timbun Mata getrennt.

## Regenwaldschutzgebiet
Die Insel ist seit dem 1. Januar 1984 als Regenwaldschutzgebiet (Virgin Jungle Reserve) ausgewiesen. Am östlichen Zipfel der Insel befindet sich eine Polizeistation.

## Tauchtourismus
Das küstennahe Gewässer vor der Südostseite der Insel wird seit einiger Zeit als Tauchgebiet beworben. Die Tauchplätze befinden sich in Sichtweite der Polizeistation.